# James Pritchard
Pour les articles homonymes, voir Pritchard.

a Compétitions nationales et continentales officielles uniquement.

b Matchs officiels uniquement.
James Gordon Pritchard, né le 21 juillet 1979 à Parkes (État de Nouvelle-Galles du Sud, Australie) est un joueur canadien de rugby à XIII et de rugby à XV. Il peut jouer au poste d'ailier, de centre ou d'arrière.

## Biographie
Né en Australie, James Pritchard débute par le rugby à XIII avec les Parramatta Eels. Puis il change de code et rejoint les Bedford Blues en 2001. Après deux saisons, il s'engage avec le Plymouth Albion RFC. Il honore sa première cape internationale en équipe du Canada le 26 juillet 2003 contre l'équipe des Māori de Nouvelle-Zélande. Arrivé à l'USA Perpignan durant l'été 2005, il choisit de se faire soigner en Angleterre sans l'autorisation préalable du staff médical catalan, et il se fait aussitôt licencier et ne dispute aucun match avec l'équipe française. Il termine la saison avec les Northampton Saints avant de revenir jouer en 2006 avec les Bedford Blues en deuxième division anglaise. Cette année-là, il brille particulièrement avec l'équipe du Canada marquant 18 points contre les États-Unis, 29 points contre la Barbade avec 3 essais, et de nouveau 36 points contre les États-Unis avec 3 essais le 12 août 2006. Le Canada se qualifie pour la Coupe du monde de rugby 2007 en France. Il y joue les quatre matchs de la poule.

## Statistiques en sélection nationale
- 62 sélections (58 fois titulaire, 4 fois remplaçant)
- 607 points (18 essais, 104 transformations, 103 pénalités)
- Sélections par année : 7 en 2003, 5 en 2006, 7 en 2007, 5 en 2008, 8 en 2009, 4 en 2010, 6 en 2011, 5 en 2012, 7 en 2013, 5 en 2014, 3 en 2015

En Coupe du monde :
- 2003 : 2 sélections (pays de Galles, Tonga)
- 2007 : 4 sélections (pays de Galles, Fidji, Japon, Australie)
- 2011 : 3 sélections (Tonga, France, Japon)
- 2015 : 1 sélection (Roumanie)